# Cilento

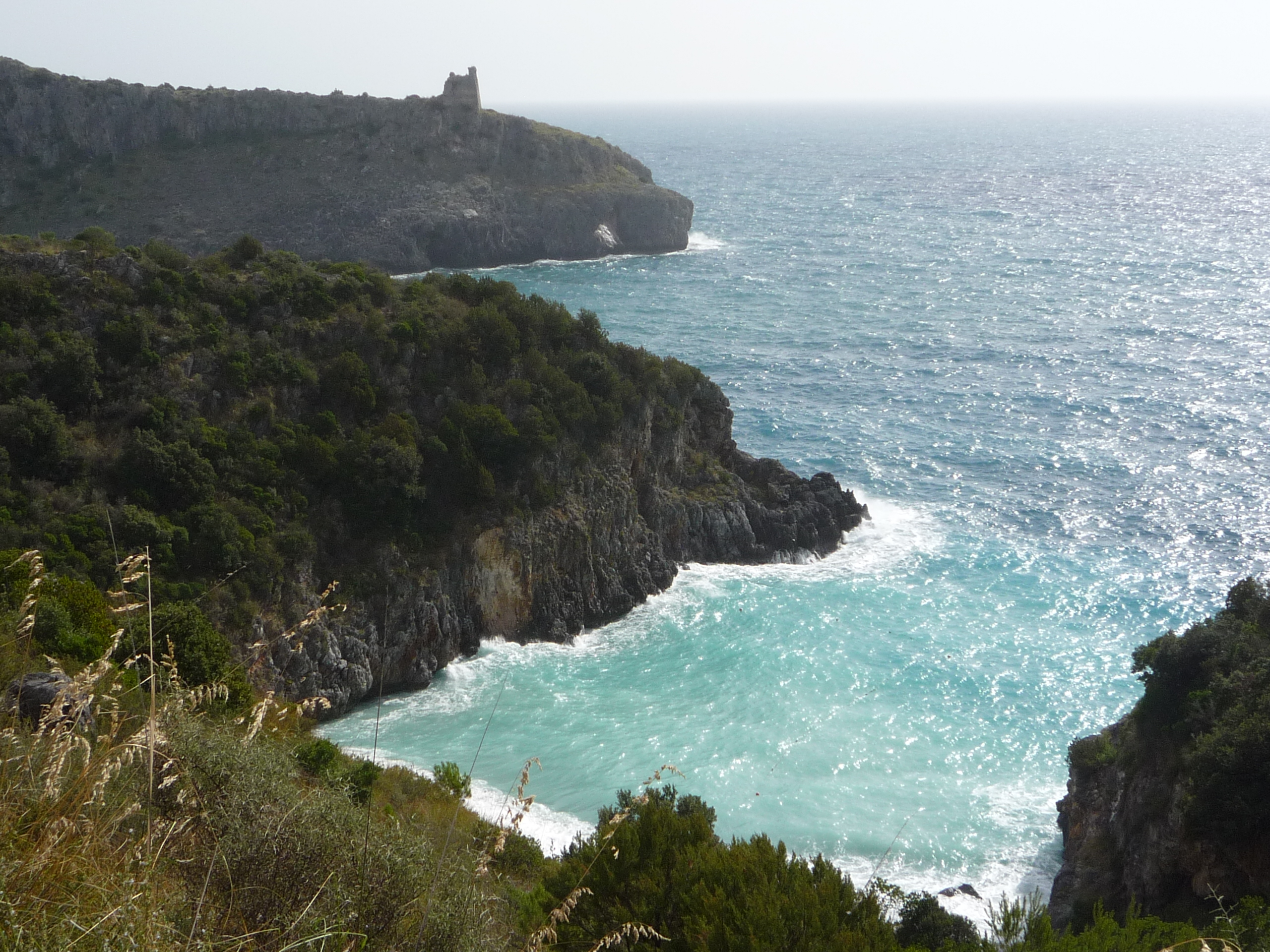
Küste von Cilento bei Marina di Camerota

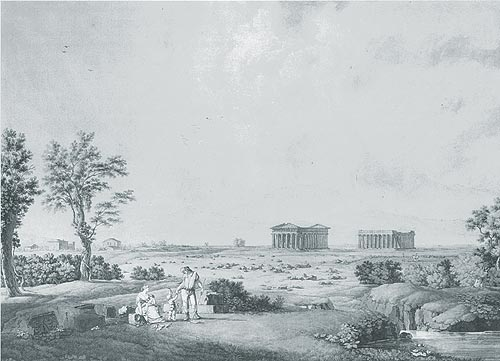
Tempel von Paestum, C.H. Kniep, 1787

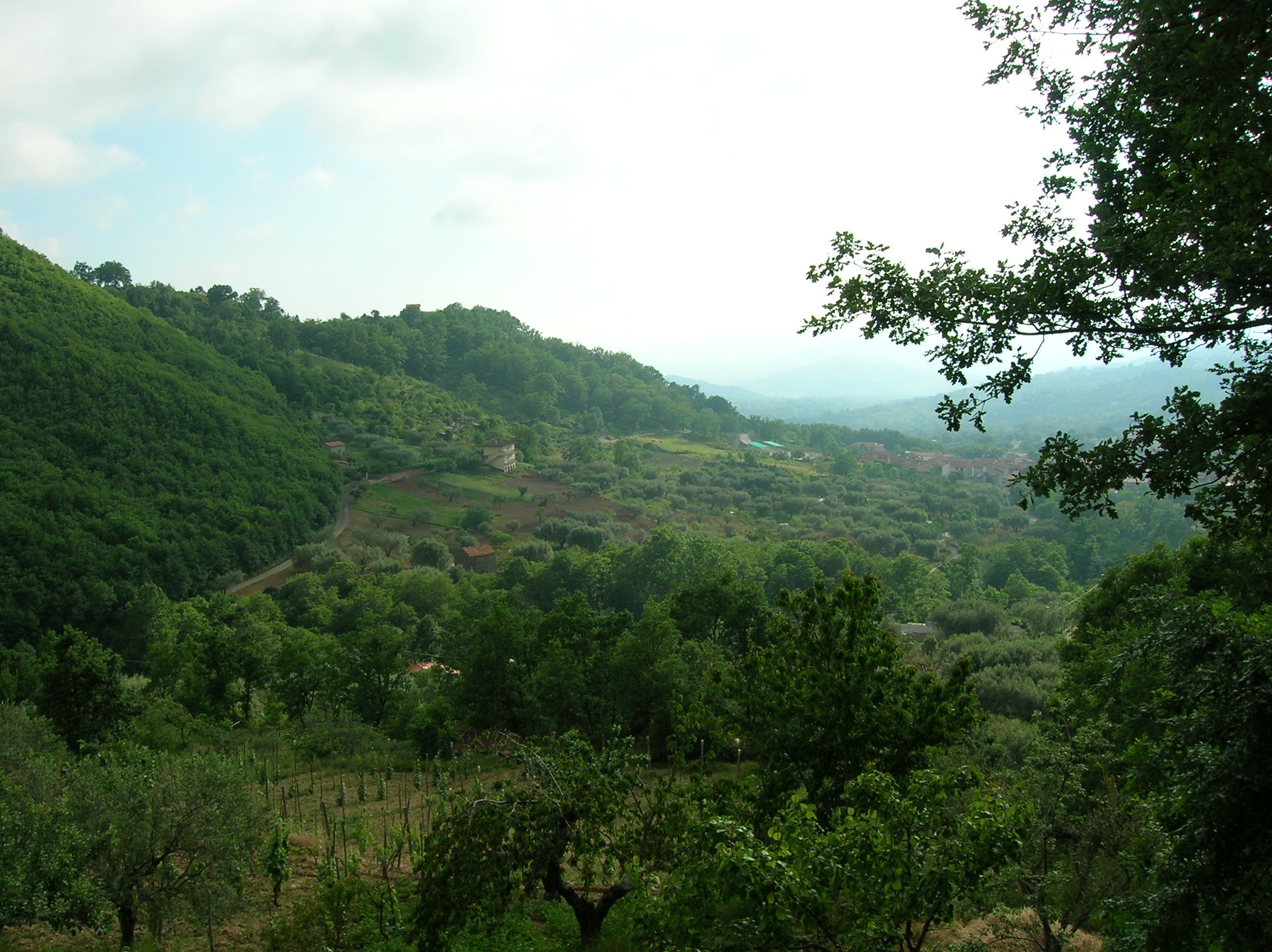
Cannalonga

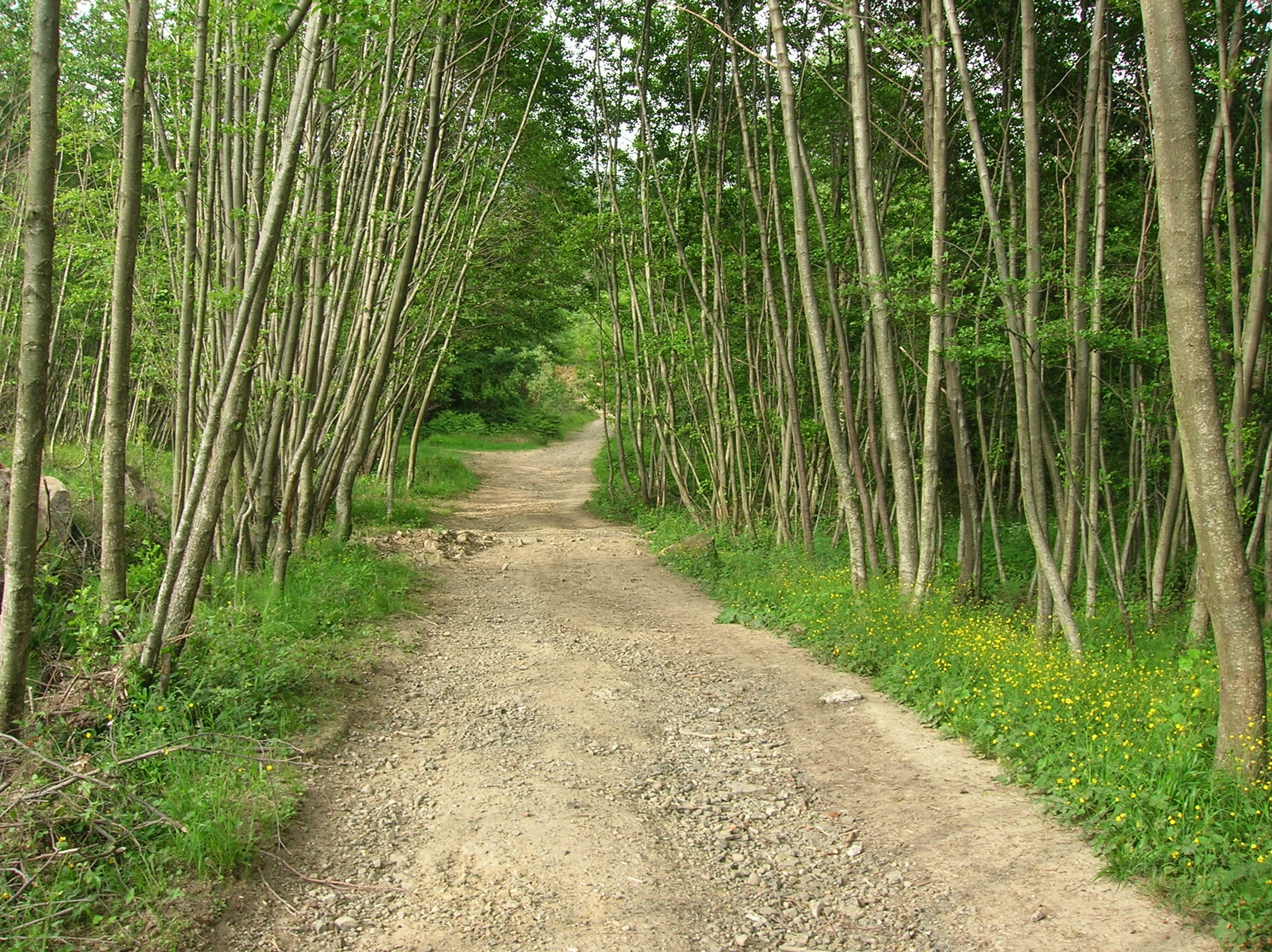
Wanderpfad im Nationalpark

Das Gebiet Cilento liegt in der Region Kampanien (Provinz Salerno), im Süden Italiens. 1991 wurden bedeutende Teile des Gebietes zum Nationalpark (Nationalpark Cilento und Vallo di Diano), 1998 zum UNESCO-Welterbe der Menschheit erklärt.

## Geographie
Zwischen Paestum im Norden, Sapri im Süden und dem Diano-Tal im Osten erstreckt sich das Cilento-Gebiet mit rund 100 km Küste, Bergen und 200 kleinen, meist mittelalterlichen Dörfern. Höchste Erhebung ist der Monte Cervati (1898 m) im Zentrum des Cilento. Den Nordosten des Cilento bilden die Monti Alburni, steile Karstfelsen, die im Monte Panormo 1742 m hoch sind. Der Südwesten wird landschaftlich durch das Massiv des Monte Bulgheria (1225 m) geprägt.
Inoffizielle Hauptstadt des Cilento ist Vallo della Lucania. Bekannte Badeorte sind Agropoli, Palinuro, Marina di Camerota, Castellabate und Ascea.

## Geschichte
Die ältesten Anzeichen der anthropogenen Präsenz reichen bis ins Mittelpaläolithikum mit Funden in den Höhlen von Camerota.
Zwischen dem 8. und dem 5. Jahrhundert v. Chr. wurde die Küste der Cilento-Region von Griechen besiedelt. Im Mündungsgebiet des Flusses Sele zeugen noch heute jene „plumpen, kegelförmigen Kolonnen, fast angreifend, wenn nicht sogar erschreckend“ – wie Goethe bei seiner Italienreise 1787 schrieb – von bedeutender antiker Vergangenheit: Drei der am besten erhaltenen, etwa 2500 Jahre alten griechischen Tempel in Paestum bilden 1½ Autostunden südlich von Neapel die würdevolle Eingangspforte zum Cilento. In Velia, das im Jahr 540 v. Chr. von phokäischen Griechen gegründet wurde, gab es eine bekannte Philosophenschule.
Wie die ganze Küste des Cilento ist das Palinuro-Kap eine wichtige Stätte der griechischen Sagenwelt: Nach Vergil segelte Aeneas durch die Weltmeere und erblickte an dieser Küste zum ersten Mal Italien. Sein Gefährte Palinurus schlief jedoch am Steuer ein, fiel über Bord und musste von Aeneas am Strand bestattet werden. Diesem schiffbrüchigen Steuermann verdankt das Kap seinen Namen.
Viele der griechischen Siedlungen wurden im 3. Jahrhundert v. Chr. von den Römern übernommen. Nach dem Untergang des Römischen Reichs wurde die Region von Goten, Byzantinern, Sarazenen und Langobarden beherrscht. Im 11. und 12. Jahrhundert hatten die Benediktiner einen großen Einfluss in der Region, wo sie umfangreiche Ländereien verwalteten. In der Folge stand die Region wie weite Teile Süditaliens unter normannischer, dann staufischer und schließlich angiovinischer Herrschaft.
Im Jahr 1552 wurde die Region von Osmanen angegriffen. Bei diesem Angriff wurde das Kastell von Camerota fast vollständig zerstört. In der Folge bauten die spanischen Vizekönige von Neapel die Küstenverteidigung aus. Aus dieser Zeit stammen viele der heute noch erhaltenen Küstenwachtürme.
Im 19. Jahrhundert kam es auch im Cilento zu Aufständen gegen die Bourbonen. Die verbreitete Armut führte dazu, dass viele Bewohner nach Südamerika oder in die USA auswanderten.
Aufgrund der Erkenntnisse des amerikanischen Wissenschaftlers Ancel Keys, ursprünglich im Einsatz bei der Landung der Alliierten in der Bucht von Salerno 1943, wurde in der Nachkriegszeit die Mittelmeer-Diät erfunden.
In den 1990er Jahren wurde der Vorschlag, in der Region Kampanien eine sechste eigenständige Provinz Cilento zu begründen, intensiv diskutiert. Strittig war die Frage, welche Stadt Hauptstadt der neuen Provinz werden würde. Kandidaten waren Vallo della Lucania, Agropoli, Sala Consilina und Sapri. Zu Beginn des 21. Jahrhunderts wurde die Möglichkeit diskutiert, dass der Cilento von Kampanien als dritte Provinz in die Region Basilikata wechseln könnte.